# Pudgalavada
Pudgalavada var en term som användes för att referera till flera tidiga buddhistiska inriktningar i Indien, såsom vatsiputriya och sammitiya. Inriktningarna menade att det fanns en oförklarbar "person" som är varken permanent eller impermanent. De menade att denna "person" var vad som ansamlade karma och återföddes liv efter liv. Denna ståndpunkt mottog extremt bred kritik från övriga buddhistiska inriktningar. Dessa inriktningar finns inte längre kvar.